# Astragalus oltensis
Astragalus oltensis е вид растение от семейство Бобови (Fabaceae).

## Разпространение
Разпространен е в Турция.